# Ebony (prénom)
Ebony est un prénom féminin, vraisemblablement apparu au XXe siècle, et porté surtout aux États-Unis.

## Personnalités
Pour les articles sur les personnes portant ce prénom, consulter les listes générées automatiquement pour Ebony